# Kia Motors Slovakia

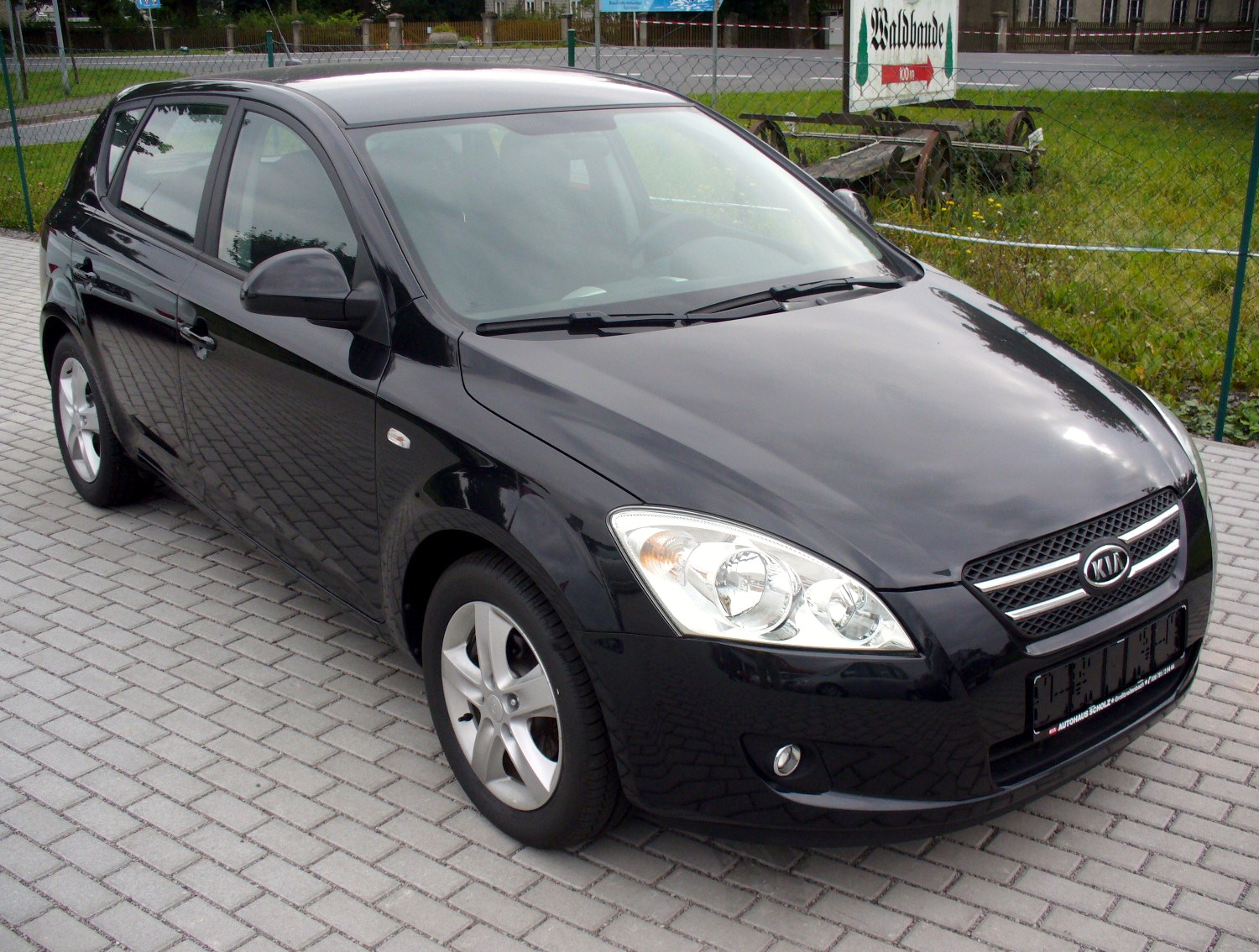
Kia cee'd

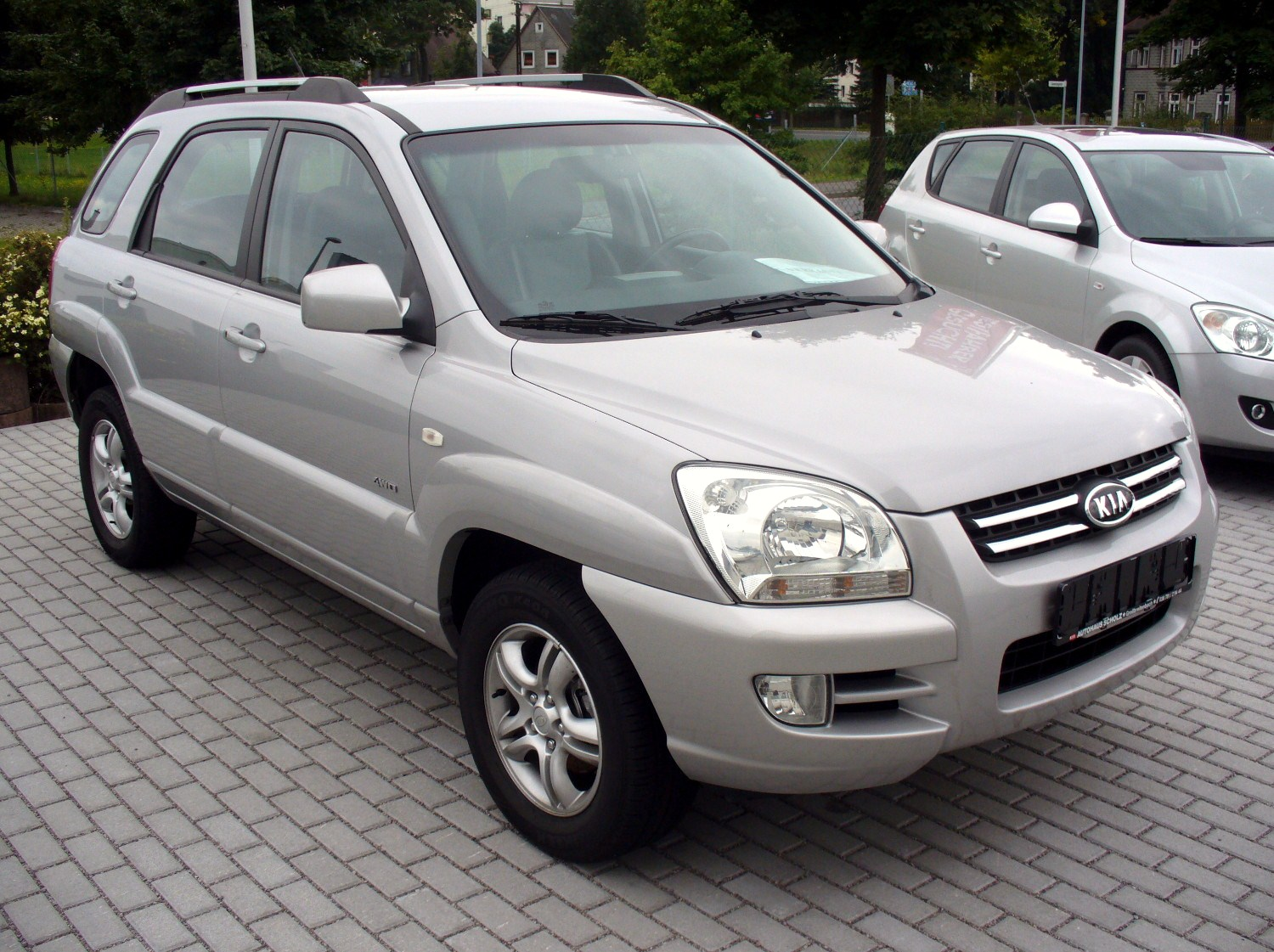
Kia Sportage

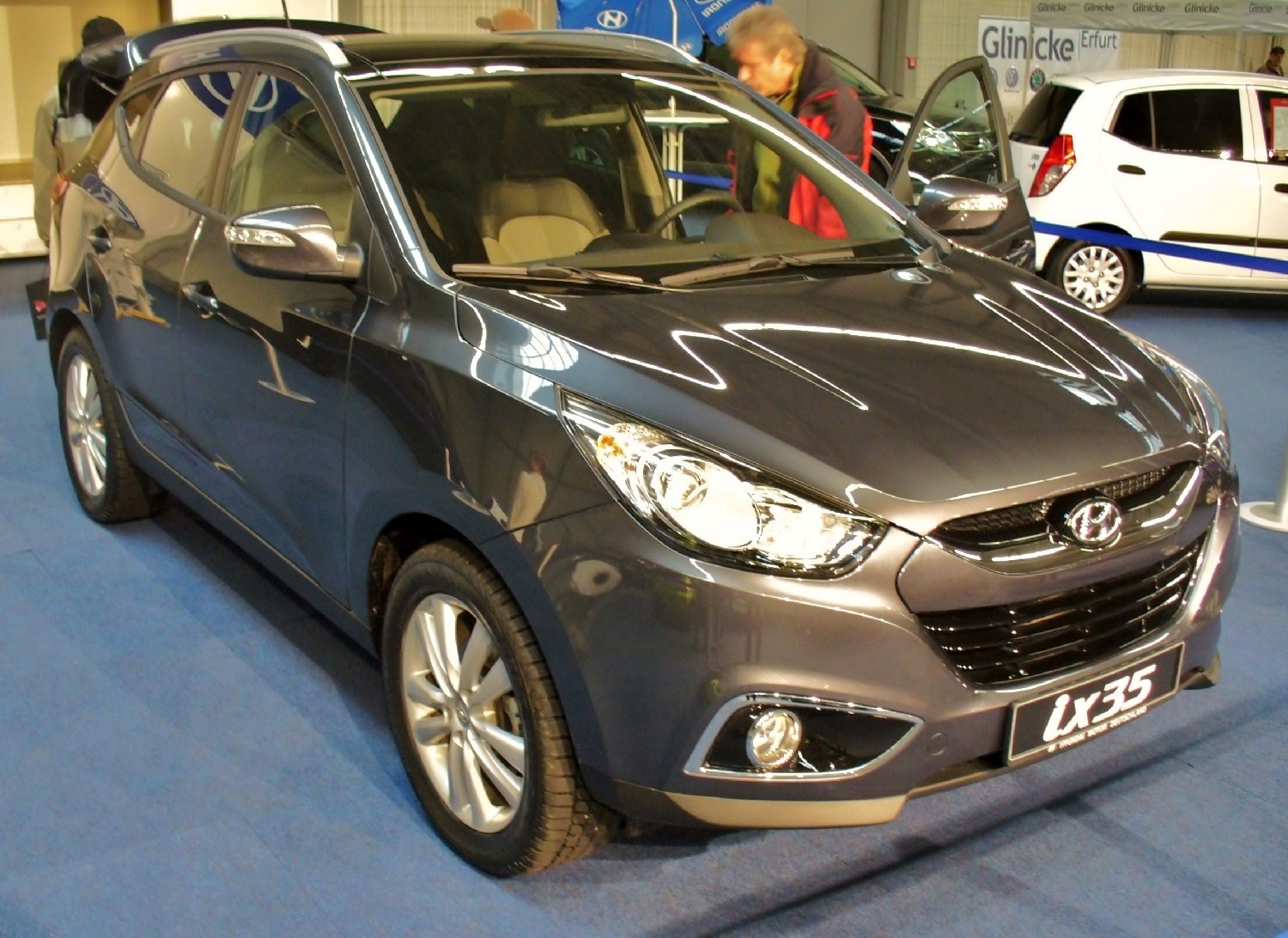
Hyundai ix35

Kia Motors Slovakia — завод корейської автомобільної компанії Kia Motors, розташований у місті Жилина. Будівництво заводу почалося в жовтні 2004 і було завершено у грудні 2005. У червні 2006 завод працював у тестовому режимі. Перший автомобіль зійшов з конвеєра 7 грудня 2006.
На підприємстві випускають наступні моделі автомобілів:
- Kia cee'd (п'ятидверний) із грудня 2006
- Kia Sportage із червня 2007
- Kia cee'd_sw (універсал) із липня 2007
- Kia pro_cee'd (тридверний) із жовтня 2007
- Hyundai ix35 (п'ятидверний універсал) із січня 2010[3]

Виробнича потужність заводу складає 300 000 автомобілів на рік. У 2008 Kia Motors Slovakia випустив 201 507 автомобілів, що на 38 % більше, ніж у 2007. За період з 2006 по 2008 роки з конвеєра заводу зійшло 360 623 автомобілі. Kia Motors Slovakia є єдиним виробником двигунів у Словаччині. На заводі виробляють чотири типи двигунів: бензиновий двигун (1,4 л і 1,6 л) і дизельний двигун (1,6 л і 2,0 л). У 2008 виробництво двигунів склало 176 126 одиниць, що на 54 % більше, ніж в 2007. В 2008 на підприємстві працювало близько 2 700 осіб. Прибуток Kia Motors Slovakia в 2008 склав 1 504,6 млн словацьких крон, що на 69 % більше, ніж у 2007.
У кінці 2009 з конвеєра заводу зійшов 500 000-й автомобіль. Цим автомобілем виявився Kia cee'd_sw білого кольору з дизельним двигуном і механічною коробкою перемикання передач. Він був переданий Центру транспланталогії у місті Мартін. 15 січня 2010 розповато випуск автомобіля Hyundai ix35, який став третьою моделлю, що виробляється Kia Motors Slovakia.
У 2009 Kia Motors Slovakia випустив понад 150 000 автомобілів. Більше ніж 38 % продукції заводу складає Kia Cee'd п'ятидверної версії. У 2009 році 21 % випущених автомобілів завод експортував до Росії. Kia Motors Slovakia випустив в 2009 році понад 243 000 двигунів, що на 37 % більше, ніж у 2008 році. Кількість двигунів значно зросла завдяки тризмінному режиму роботи, введеному на заводі через поставки двигунів для чеського заводу Hyundai Motor Manufacturing Czech в Ношовіці. Почали випускати новий 1,4-літровий дизельний двигун.